# Капский сахарный медосос
Капский сахарный медосос (лат. Promerops cafer) — вид певчих птиц семейства Promeropidae, обитающая в Южной Африке.

## Описание
Капский сахарный медосос длиной 22—45 см. Это стройная птица с длинным клювом и хвостом, который у самца значительно длиннее чем у самки. Хвост составляет две трети общей длины тела самца, разница в длине хвоста самки и самца составляет 23 см. Оперение верхней части тела коричневого цвета, брюхо белое с коричневыми пятнами, гузка жёлтого цвета.

## Распространение
Птица является эндемиком финбоша в Капской провинции в Южной Африке.

## Питание
Капский сахарный медосос ловит беспозвоночных в полёте или склёвывает их с листьев. Однако, преимущественно он питается нектаром, который собирает своим длинным клювом и языком с кистевидным кончиком из чаш цветов, прежде всего, протеи (Protea). Из-за господствующих в регионе сильных ветров у птицы развиты сильные когти, помогающие хвататься за цветки.

## Размножение
Во время тока с марта по август кусты протеи служат самцу в качестве наблюдательного пункта, из которого он сообщает соперникам о своём присутствии, обозначая тем самым гнездовой участок. Кроме того, растения поставляют необходимый гнездовой материал. Гнездо в форме чаши из веток и других частей растений птица строит на незначительной высоте в кустах. Во время токования самец порхает с высоко поднятым хвостом, хлопая крыльями и издавая пронзительные звуки.